# Antirhea ternata
Antirhea ternata är en måreväxtart som beskrevs av Shu Miaw Chaw. Antirhea ternata ingår i släktet Antirhea och familjen måreväxter. Inga underarter finns listade i Catalogue of Life.